# Olli (tecknad serie)
Olli var namnet på titelkaraktären i en svensk serie av Nils Egerbrandt. Olli var en humorserie för barn, och handlade om eskimåpojken Ollis stora och små äventyr. I serierna förekommer bland annat också en eskimåflicka som Olli umgås med, som heter Pova. 
Olli startade som dagspresserie i Dagens Nyheter i december 1952. Serien publicerades även som veckosida i Året Runt och även i längre avsnitt i serietidningen Tuff och Tuss. Dessa längre avsnitt kom några årtionden senare att repriseras i serietidningarna Pelle Svanslös, Mika och Goliat. 
Olli är ett tydligt exempel på Egerbrandts stil innan han övertog tecknandet av 91:an från skaparen Rudolf Petersson som ville att Egerbrandt skulle teckna 91:an i samma stil som han själv. Olli är mer detaljerat och sirligt tecknat, med en större perfektion och mjukhet i linjerna, som också alternerar mellan tjocklinjiga konturer och mindre linjer i detaljerna på ett stilfullt sätt. Egerbrandt slutade med serien kort efter det att han 1960 tagit över 91:an på heltid.
 Artikeln var, i den version den hade den 18 april 2007, helt eller delvis hämtad från Seriewikin (hos Seriefrämjandet): Olli